# ورزش در کویت

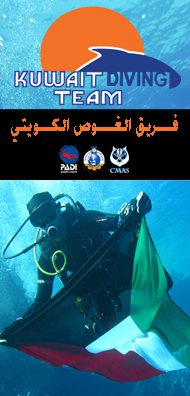
نمایی از بنر تیم غواصی کویت

ورزش در کویت از نظر مشارکت و محبوبیت در درجه اول بر فوتبال متمرکز است. پس از فوتبال این کشور در ورزش های بسکتبال، هاکی ، کریکت و هندبال نیز فعالیت داشته است.

## فوتبال
فوتبال محبوب ترین ورزش در کویت است. اتحادیه فوتبال کویت (KFA) هیئت مدیره فوتبال کویت است. KFA تیم های ملی مردان ، زنان و فوتسال را سازمان می دهد. تیم آقایان در این ورزش موفقیت های محدود و ضعیف کسب کرده است که تیم ملی در سال ۱۹۸۲ در هشت مسابقه جام حذفی آسیا و یک جام جهانی فیفا با هم به رقابت پرداخت. لیگ برتر کویت لیگ برتر فوتبال کویت است که هجده تیم در آن حضور دارند. کویت در بسیاری از باشگاه های فوتبال از جمله العربی ، الفحیحیل ، الجهرا ، الکویت ، النصر ، السالمیه ، الشباب ، القادسیه ، ال یرموک ، کاظمه ، خیطان و الصلیبیخات قرار دارد.التضامن کویت یکی از کشورهای موفق ترین باشگاه ها در فوتبال آسیا است. تیم ملی کویت همچنین قهرمان جام ملت های آسیا در سال ۱۹۸۰ ، نایب قهرمان جام ملت های آسیا در ۱۹۷۶ ، و مقام سوم جام ملت های آسیا ۱۹۸۴ را به دست آورده‌اند . کویت همچنین یک بار سابقه حضور در جام جهانی سال ۱۹۸۲دارد.

## بسکتبال
بسکتبال یکی از ورزش های محبوب کویت است. بسکتبال در کویت توسط انجمن بسکتبال کویت (KBA) اداره می شود. تیم ملی هرگز در یک مسابقات جهانی بسکتبال ( FIBA ) نرفته است و تیم ملی نیز هرگز در یک بازی المپیک در بسکتبال حضور نداشته است ، اما تیم ملی یازده بار در مسابقات قهرمانی آسیا در بسکتبال حضور داشته است ، اما پیروز نشد. هر مدال کویت یکی از موفق ترین کشورهای بسکتبال در خاورمیانه است. عبدالله الصرف یکی از بهترین و مشهورترین سبد خرید کویت است. وی در حال حاضر برای القادسیه در کویت بازی می کند.

## کریکت
در کریکت ، کویت از سال 2005 تاکنون عضو وابسته شورای بین‌المللی کریکت بوده و قبلاً از سال 1998 عضو وابسته بود. آنها در حال حاضر در بین ده تیم های بدون آزمون در آسیا در رده دهم قرار دارند. در سالهای اخیر محبوبیت کریکت مدام در حال افزایش است. در چندین سال حتی ممکن است یکی از شناخته شده ترین ورزش کویت باشد. 

## هندبال
تیم ملی هندبال کویت توسط انجمن هندبال کویت کنترل می شود. به عنوان یکی از موفق ترین تیم های ملی هندبال در آسیا و جهان عرب بسیار مورد توجه قرار می گیرد. کویت هم در سطح ملی و هم در باشگاه از موفقیت های خوبی در هندبال برخوردار است. این ورزش به طور گسترده ای به عنوان نماد ملی کویت در نظر گرفته می شود ، اگرچه فوتبال در بین کل جمعیت محبوبیت بیشتری دارد. کویت همچنین عضو موسس فدراسیون هندبال آسیا ، قهرمانی آسیا و لیگ قهرمانان باشگاه است. 

## هاکی
هاکی در کویت توسط انجمن هاکی روی یخ کویت اداره می شود. کویت ابتدا در سال 1985 به فدراسیون بین‌المللی هاکی روی یخ پیوست اما در سال 1992 به دلیل عدم فعالیت و دید منفی نسبت به هاکی روی یخ اخراج شد.  در سال 2009 کویت مجدداً در IIHF پذیرفته شد.  در سال 2015 ، کویت در مسابقات قهرمانی آسیا IIHF به مقام قهرمانی رسید .  